# Bemposta
La freguesia de Bemposta és una localitat portuguesa del municipi d'Abrantes, amb 1.795 habitants (2011). en una àrea de 187.45 km².
La freguesia de Bemposta ocupa el sud-oest del municipi i té com a veïns els municipis de Ponte de Sor al sud-est, Chamusca al sud-oest i Constância al nord-oest i les freguesias de São Miguel do Rio Torto al nord i São Facundo així com Vale de Mós al nord-est.
És la major freguesia del municipi, amb grans avantatges, i és la sisena més poblada, el que fa de Bemposta l'última (19a) freguesia d'Abrantes en densitat demogràfica.